# 澳門黑熊
澳門黑熊（英語：Macau Black Bears）是一支澳門職業籃球隊，也是澳門首支職業籃球隊，於2018年6月成立，參加2018-2019賽季的東南亞職業籃球聯賽及其他區域性職業賽事，以及於澳門設立培訓基地及球隊主場。澳門黑熊的總經理為彭鵬先生

## 球隊歷史
忠信功夫成立2017年，背後的集團是南海能興控股集團，在球季開幕戰就以24分之差2016/17年亞軍新加坡騰飛之獅。
2017年11月21日，南海功夫小子跟澳門忠信體育會簽署合作協議後，第2度易名忠信功夫小子繼續角逐ABL。
澳門黑熊的前身是忠信功夫。彭鵬本來是忠信功夫的總經理。由於中國籃管中心更改了規則，禁止曾經註冊中國聯賽的球員參加東南亞籃球聯賽，功夫被迫在澳門借屍還魂。因為中國籃球管理中心的新規則的關係，球隊沒有中國大陸的球員，全部都是澳門球員。
2018年6月30日，澳門黑熊與東方龍獅在澳門塔石體育館進行友誼賽，結果以75比90落敗。澳門黑熊的黎家棟取得23分。完場後，東方龍獅派出艾利諾、萊恩奧尼爾、Jasonn Hannibal與15名澳門年輕籃球員交流，指導他們控球和投籃技術。
同日晚上，澳門黑熊宣佈贊助中國澳門籃球總會發展青少年籃球培訓計劃，雙方在萬豪軒酒樓舉行合作協議簽署儀式，黑熊將向籃總贊助總金額澳門幣三百萬元，作培訓澳門青少年籃球員之用。
2018年9月13日，澳門黑熊宣布與南華後衞余理洋簽約。余理洋昨日表示：「期待新的比賽及我會在ABL賽季結束後回到南華！」由於球員可繼承其父親或母親的國籍身份，而余理洋的父親是香港人，故他或能以本地球員角色為黑熊上陣，而不佔外援名額。 澳門黑熊也已簽入Mikh McKinney、安東尼·塔克及Ryan Watkins，另外亦羅致了金德偉、袁錦志、劉晉邦、黎家棟、馬雲凱等球員。

## 球隊場館
2017/18賽季，忠信功夫的主場館是位於中國廣東省佛山市南海體育館。
2018/19賽季，澳門黑熊的主場館是位於澳門的澳門大學體育館。
2019/20賽季，澳門黑熊部分主場賽事於澳門威尼斯人酒店會議展覽中心舉行。

#### D-LIVE 夏季聯賽
| 日期    | 比賽   | 球隊 （淺色球衣） | 比分     | 球隊 （深色球衣） |
| ------- | ------ | ----------------- | -------- | ----------------- |
| 8月13日 | 1      | 裕隆              | 76：59   | 澳門黑熊          |
| 8月14日 | 2      | 澳門黑熊          | 79：65   | 皓宇              |
| 8月15日 | 3      | 健行科大          | 96：93   | 澳門黑熊          |
| 8月16日 | 8強    | 璞園              | 93：90   | 澳門黑熊          |
| 8月17日 | 5–8名  | 皓宇              | 59：72   | 澳門黑熊          |
| 8月18日 | 5、6名 | 澳門黑熊          | 112：100 | 健行科大          |

## 球員名單

### 2018/19年賽季
注释：国旗表示球员在FIBA认证赛事中的国家队资格。球员可能拥有其它非FIBA国籍。

## 歷任主教練
- Charles Dubé-Brais (2019–2020)
- 牟建鑫 (2018–2019)

## 外部連結
- 官方網站 （页面存档备份，存于）
- 澳門黑熊官方Facebook專頁